# Pâté de campagne

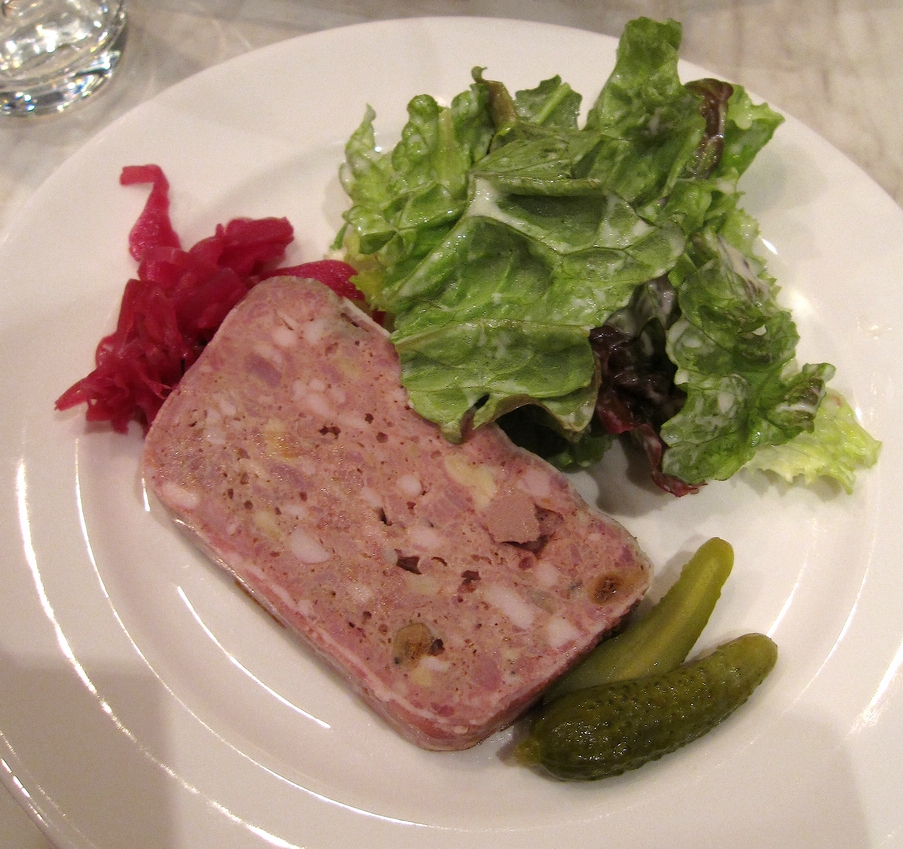
Pâté de campagne accompagné de salade, de betteraves et de cornichons.

Le pâté de campagne ou terrine de campagne est une préparation culinaire française, réalisée à partir d'une farce composée de diverses viandes hachées grossièrement. Il s'agit d'une charcuterie dont la composition varie en fonction de la région dans laquelle elle est préparée. À la viande de porc peuvent être ajoutées des viandes de veau ou de volaille et la farce obtenue est souvent agrémentée avec de l'ail, des oignons, du sel, du poivre, des quatre-épices, du thym, du laurier et une eau-de-vie tirée du vin (par exemple du cognac).

## Variétés

### Bretagne
Le pâté de campagne breton est un pâté pur porc traditionnel de la Bretagne historique (Loire-Atlantique comprise) fabriqué à partir de viandes, d’abats de porc et d’oignons. Il bénéficie d'une indication géographique protégée depuis 2013. Le pâté de campagne breton est un pâté cuit au four, sauf pour les pâtés en conserve, dont la mêlée est préparée à chaud,. Sa texture est grossière. Sa couleur est foncée liée à la présence de foie. Il est riche obligatoirement d'au minimum 5% d'oignons crus et contient au moins 20% de foie, 25% de gorge, 5% de couennes et des parures de têtes cuites.